# Sergueï Yakovlev
Pour les articles homonymes, voir Iakovlev.
Sergueï Yakovlev, né le 21 avril 1976 est un coureur cycliste et directeur sportif kazakh. Professionnel de 1999 à 2008, il a été deux fois champion du Kazakhstan sur route (1997 et 2000) et champion d'Asie en 1999. Il a remporté le Tour de l'Ain en 2000. Il a fait partie de l'équipe du Kazakhstan aux Jeux olympiques de 2000 et de 2004, et lors de six championnats du monde sur route. Depuis 2013, il est directeur sportif au sein de l'équipe Astana.

## Palmarès
- 1997
  -  Champion du Kazakhstan sur route
- 1998
  - Tarbes-Sauveterre
  - 3e du Grand Prix de Chardonnay
- 1999
  -  Champion d'Asie sur route
  - 2e étape du Circuit franco-belge
  - Prologue du Tour de Hokkaido
  -  Médaillé d'argent au championnat d'Asie du contre-la-montre
- 2000
  -  Champion du Kazakhstan sur route
  - Classement général du Tour de l'Ain
  - 4e étape du Tour des Abruzzes
  - 2e de À travers le Morbihan
  - 2e du championnat du Kazakhstan du contre-la-montre
- 2001
  - 2e du championnat du Kazakhstan sur route
- 2003
  - 7e étape du Tour de Suisse
- 2005
  - 8e étape du Tour d'Indonésie

## Résultats sur les grands tours

### Tour d'Espagne
2 participations
- 2002 : abandon
- 2006 : 31e

### Tour d'Italie
4 participations
- 2001 : 53e
- 2002 : 90e
- 2006 : abandon (18e étape)
- 2007 : abandon (15e étape)